# 小行星23042
小行星23042（23042 Craigpeters）是一颗绕太阳运转的小行星，为主小行星带小行星。该小行星于1999年12月19日发现。

## 轨道参数
小行星23042的轨道半长轴为460 441 393 km，3.0778168 UA，离心率为0.038。